# بنزیل‌بوتیل‌باربیتورات
بنزیل‌بوتیل‌باربیتورات (انگلیسی: Benzylbutylbarbiturate) یک مشتق باربیتورات است و اثرات خواب‌آور و آرام‌بخش دارد.